# فاريستور
المقاومة المتغيرة مع الجهد أو الفاريستور (بالإنجليزية: Varistor)‏ هو عنصر إلكتروني يُصنع من أشباه الموصلات، ذو مقاومة كهربائية تقل قيمتها بازدياد الجهد المؤثر علي طرفيها.
يسمى الفاريستور أيضًا باسم آخر هو المقاومة المعتمدة على الجهد Voltage-Dependant Resistor وتُختصر بـ VDR. وتعتمد أنواع مختلفة حديثة على مواد خزفية ذات أكسيد معدني ملتف، ولا تظهر هذه المواد إلا على نطاق مجهري. يعرف هذا النوع باسم Metal-Oxide Varistor وتُختصر بـ MOV.
يستخدم الفاريستور عنصر تحكم أو حماية في الدوائر الكهربائية إما لتوفير ظروف تشغيل مثالية أو للحماية من الفولتات العالية اللحظية أو العابرة، والمقصود بالجهد العابر هو ما يشبه البرق، عبارة عن قيمة عالية الجهد تمر بسرعة لفترة زمنية قصيرة جدًا. وتسمى في الإنجليزية Spike. عند إستخدامها كعنصر حماية، فإنها تعمل على تحويل التيار الناتج عن الجهد الزائد بعيدًا عن المكونات الحساسة في الدائرة.

## تاريخ الفاريستور
نشأ الفاريستور في شكل مقوم معتمد على طبقة أكسيد النحاس الأحادي على يد L.O. Grondahl و P.H. Geiger في علم 1927.
أظهر استخدام أكسيد النحاس الأحادي مقاومة متفاوتة في الاعتماد على القطبية وحجم الجهد المطبق.
لذلك تم بناؤه من قرص نحاسي صغير، الذي يُشكل أحد أطرافها طبقة من أكسيد النحاس الأحادي. ويوفر هذا الترتيب مقاومة منخفضة، لكن مقاومة كبيرة للتيار في الاتجاه المعاكس، مع تباين المقاومة اللحظية باستمرار مع الجهد المستخدم.
تضمنت التطبيقات الأخرى للفاريستور في الهاتف لحماية الدوائر من زيادات الجهد وتداخل الموجات، بالإضافة إلى الضغط على عناصر الاستقبال (سماعة الأذن) لحماية آذان المستخدمين من تداخل موجات التفرقع عند تبديل الدوائر. تم إنشاء هذه الفاريستور من خلال وضع عدد زوجي من أقراص المقوم وربط نهايات أطرافهم بالمركز لكوين بالتوازي، وتم صناعة هذا الفاريستور التغيير Type 3B من شركة Western Electric في يونيو 1952.

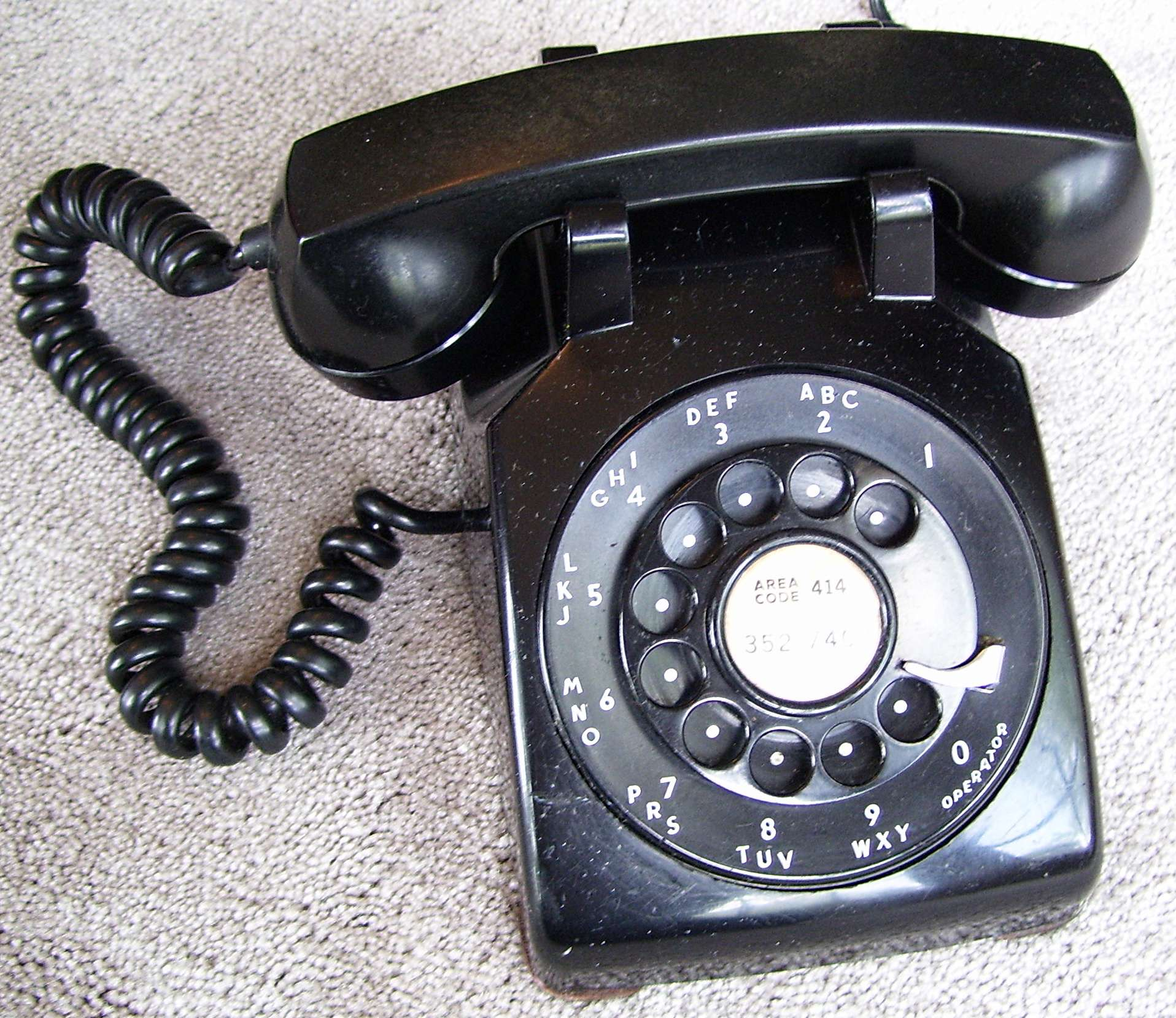
هاتف من نوع 500 من صناعة شركة Western Electric عام 1949.
الرمز الكهربي القديم للفاريستور، المستخدمة اليوم للدياك. يعبر عن سلوك يشبه الصمام الثنائي في كلا الاتجاهين.

صنعة شركة Western Electric هاتف منزلي من النوع 500 في عام 1949، معتمد على دائرة معادلة ديناميكية للحلقات باستخدام الفاريستور تتجنب مستويات عالية نسبيًا من تيار لضبط مستويات إشارة الإرسال والاستقبال تلقائيًا. في الحلقات الطويلة، حافظ الفاريستور على مقاومة عالية نسبيًا ولم يغير الإشارات بشكل كبير.
تم صنع نوع آخر من الفاريستور من مركب كربيد السيليكون من قبل R. O. Grisdale في أوائل الثلاثينيات. تم استخدامه لحماية خطوط الهاتف من الصواعق.
في أوائل سبعينيات القرن العشرين، توصل الباحثون اليابانيون أن الخواص الإلكترونية لأشباه الموصلات من أكسيد الزنك (ZnO) مفيدة أكثر لصناعة نوع جديدة من الفاريستور، والتي أظهرت وظيفة عمل مشابه لوظيفة ثنائي الزينز. أصبح هذا النوع من الفاريستور هو الأفضل لحماية الدوائر من ارتفاع التيار وغيرها من الاضطرابات الكهربائية المدمرة، وأصبح معروفًا عمومًا باسم Metal-Oxide Varistor اختصاراً (MOV).

## الخصائص

حالة الفاريستور بنسبة لمرور التيار لنوع أكسيد الزنك (zno) وكربيد السيليكون (sic). نُلاحظ أن الفاريستور لا يسمح بمرور التيار إلا حين تخطي الجهد 300 فولت، في نصف الموجة الموجبة أو السالبة.

أكثر أنواع الفاريستور الحديثة شيوعًا هي فاريسنورات أكسيد المعدن (بالإنجليزية: Metal-Oxide Varistor اختصاراً MOV)‏. ويحتوي هذا النوع على كتلة خزفية مصنوعة من حبوب أكسيد الزنك، مع مجموعة من أكاسيد المعادن الأخرى، مثل كميات صغيرة من البزموت والكوبالت وأكسيد المنغنيز الرباعي المحصورة بين صفيحتين معدنيتين، والتي تشكل أقطاب الفاريستور. يشكل الحد الفاصل بين كل حبة وجار تقاطع الصمام الثنائي، مما يسمح للتيار بالتدفق في اتجاه واحد فقط. تراكم الحبوب ذات الاتجاه العشوائي مكافئ كهربائيًا لشبكة من أزواج الصمام الثنائي الخلفي، كل زوج بالتوازي مع العديد من الأزواج الأخرى.
عندما يتم تطبيق جهد صغير عبر الأقطاب الكهربائية، لا يتدفق إلا تيار ضئيل للغاية، بسبب الأنحياز العكسي عبر الوصلات الثنائية. أما عند تطبيق جهد كبير، ينهار تقاطع الصمام الثنائي بسبب مزيج من الانبعاثات الأيونية الحرارية ونفق الإلكترون، مما يؤدي إلى تدفق تيار كبير. نتيجة هذا السلوك هي خاصية جهد التيار غير الخطية، حيث تتمتع MOV بمقاومة عالية عند الفولتية المنخفضة ومقاومة منخفضة عند الفولتية العالية.

## التطبيقات

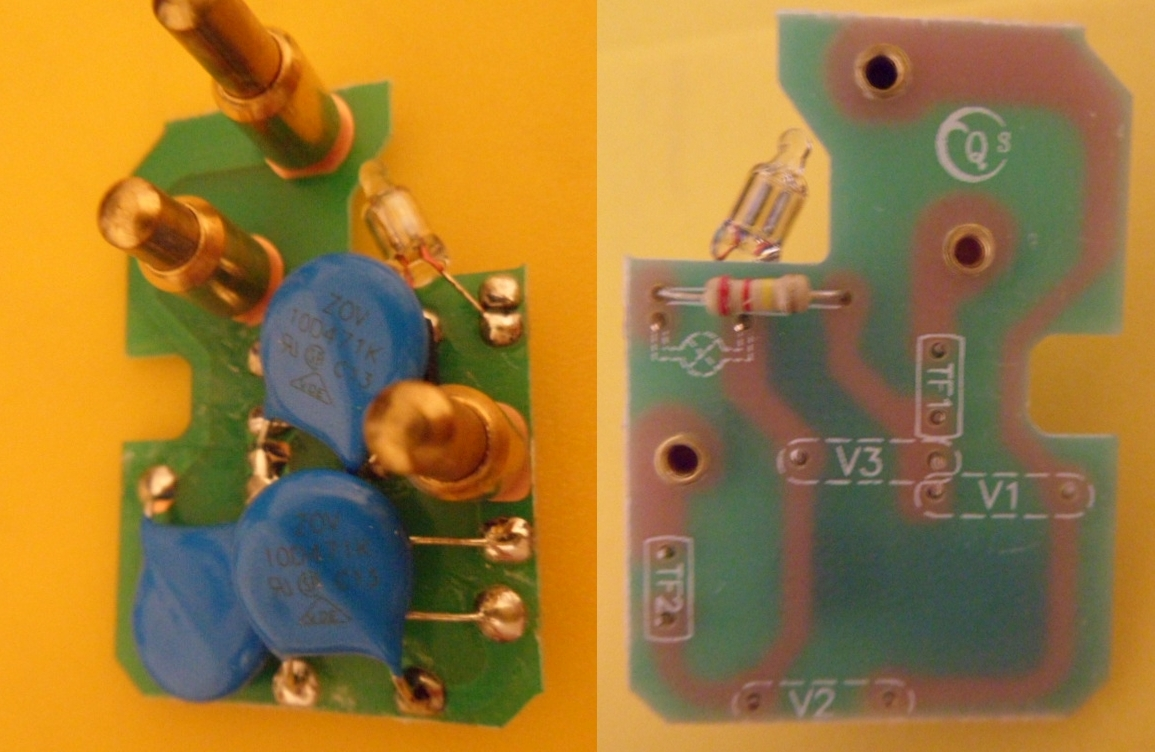
تركيب دوائر الحماية في الأجهزة

يستخدم في أجهزة الوقاية من الجهود المفاجئة، حيث توصل بالتوزي مع الجهاز المراد حمايته، وعند زيادة الجهد فجأة تقل قيمة مقاومة الفاريستور وتسمح بمرور تيار كبير، وبذلك تمتص هذه المقاومة جزءً لا بأس به من الطاقة المباغتة فتنكسر حدتها.
يستخدم لحماية خطوط الاتصالات السلكية واللاسلكية، يتم استخدام أجهزة قمع عابر مثل كتل الكربون 3 مل (IEEE C62.32)، متغيرات السعة منخفضة للغاية، وثنائيات الانهيار. بالنسبة للترددات الأعلى، مثل معدات الاتصالات الراديوية، يمكن استخدام أنبوب تصريف الغاز (GDT). تم بناء قطاع طاقة واقي ضد زيادة التيار باستخدام MOVs.
قد يستخدم الفاريستور منخفضة التكلفة في متغيرًا واحدًا فقط، مثل من الساخن (المباشر والنشط) إلى الموصل المحايد. ولحماية أفضل نستخدم ثلاثة فاريستور على الأقل؛ واحد عبر كل ثلاثة أزواج من الموصلات. في الولايات المتحدة، يجب أن يكون لواقي قطاع الطاقة موافقة من الإصدار الثالث من مختبرات Underwriters (UL) 1449 حتى لا يؤدي تلف الفاريستور MOV الكارثي إلى حدوث حريق.